# Economia del coneixement
L'economia del coneixement és un terme que es refereix tant a una economia del coneixement centrada en la producció i gestió de coneixement en el marc de les limitacions econòmiques, com una economia basada en el coneixement.
En el segon sentit, més freqüentment utilitzat, es refereix a la utilització de les tecnologies del coneixement per extreure-hi beneficis econòmics. La frase es va popularitzar, si bé no va ser inventada per Peter Drucker en un capítol del seu llibre L'edat de la discontinuïtat.
La diferència essencial és que en una economia del coneixement, el coneixement és un producte mentre que en l'economia basada en el coneixement, el coneixement és una eina. Hi ha encara discordància entre diferents autors sobre aquesta distinció. Ambdues aproximacions són interdisciplinaries i hi participen economistes, enginyers, matemàtics, químics, físics, psicòlegs i sociòlegs.
Diversos observadors descriuen l'economia mundial d'avui com una de transició cap a una «economia del coneixement», com una extensió d'una societat de la informació. La transició requereix que les normes i pràctiques que determinen l'èxit en l'economia industrial necessiten ser reescrites en una economia interconnectada, globalitzada on els recursos del coneixement així com els coneixements tècnics i l'experiència són tan importants com altres recursos econòmics.
Segons analistes de l'economia del coneixement, aquestes normes han de ser reescrites a les empreses i les indústries en termes de gestió del coneixement i en el pla de la política pública com a política del coneixement o els coneixements relacionats amb la política.